# Roisey
Roisey – miejscowość i gmina we Francji, w regionie Owernia-Rodan-Alpy, w departamencie Loara.
Według danych na rok 1990 gminę zamieszkiwało 626 osób, a gęstość zaludnienia wynosiła 48 osób/km² (wśród 2880 gmin regionu Rodan-Alpy Roisey plasuje się na 1042. miejscu pod względem liczby ludności, natomiast pod względem powierzchni na miejscu 904.).